# بطولة تونس للكرة الطائرة للرجال 1979-1980
بطولة تونس للكرة الطائرة للرجال 1979-1980 هو الموسم رقم 25 من بطولة تونس للكرة الطائرة للرجال.

فاز بهذا الموسم المستقبل الرياضي بالمرسى.

## روابط خارجية
- الموقع الرسمي للجامعة التونسية للكرة الطائرة.